# Jiang Ning
Jiang Ning (姜寧T, 姜宁S, Jiāng NìngP; Qingdao, 1º settembre 1986) è un calciatore cinese, centrocampista del Q. Zhongneng e della Nazionale cinese.

## Carriera

### Club
Il 1º gennaio 2016 viene acquistato dall'Hebei Huaxia Xingfu Zuqiu Julebu per la cospicua cifra di 6.2 milioni di euro.

## Nazionale
Esordisce con la Cina il 17 febbraio 2008 contro la Corea del Sud, e segna il suo primo gol il 21 gennaio 2009 contro il Vietnam.

## Palmarès

### Club

#### Competizioni nazionali
- Campionato cinese: 3

Guangzhou Evergrande: 2011, 2012, 2013
- Coppa della Cina: 1

Guangzhou Evergrande: 2012
- Supercoppa di Cina: 1

Guangzhou Evergrande: 2012

#### Competizioni internazionali
- AFC Champions League: 1

Guangzhou Evergrande: 2013